# Ilkka Suppanen
Ilkka Suppanen (Kotka, 1968) is een Fins meubelontwerper en architect.
Ilkka Suppanen is de zoon van ingenieur Pekka en verpleegster Hanna-Maija Suppanen en groeide op in Espoo. Hij volgde een opleiding tot architect aan de Technische Universiteit Helsinki, waar hij in 1988 afstudeerde. In 1989 behaalde hij ook een mastergraad aan de Universiteit voor Kunst en Design in Helsinki. Sinds 1996 geeft hij les aan de Universiteit voor Kunst en Design.
Suppanen ontwierp zijn eigen vakantiehuis, Villa Ilo, in de Finse Golf, voltooid in 2004. Zijn werk werd meerdere malen bekroond, onder andere met de Kaj Franck Prijs in 2020.